# Vandaalse verovering van Romeins Afrika
De Vandaalse verovering van Romeins Afrika, ook bekend als de Vandaalse verovering van Noord-Afrika, was een militaire conflict waarin de migrerende Vandalen en Alanen de Romeinse dioceses Mauretanië Tingitana, Mauretanië Caesariensis en Afrika Proconsolaris veroverden. De verovering duurde in totaal 13 jaar met een periode van vier jaar vrede. De verovering leidde tot de oprichting van het Vandalenrijk in 435.

## Achtergrond
Sinds het begin van de vierde eeuw ondervond het Romeinse rijk ernstige problemen als gevolg van de Rijnoversteek door barbaarse volken. Gedurende deze tijd was de situatie in Noord-Afrika relatief stabiel gebleven, hoewel vanaf de vierde eeuw wel steeds meer hinder werd ondervond van verschillende nomadische Berberstammen, die vanuit de Sahara toenemende druk uitoefenden op de Romeinse provincies in Noordwest-Afrika. In het algemeen was de Romeinse heerschappij over de regio, met name over het vruchtbare binnenland nog steeds stevig in Romeinse handen. De toestand waarmee Gallië en later ook Spanje werd geconfronteerd was Afrika tot nog toe bespaard gebleven.
Al sinds de derde eeuw had het Romeinse rijk aan haar grenzen te maken gekregen met de migrerende Vandalen en Oost-Germaanse stammen die de Vandaalse taal spraken. In 405 na de Rijnoversteek trokken de Vandalen samen met verschillende andere Germaanse stammen verwoestend door Gallië. Toen ze in 409 over de Pyreneeën Spanje binnen trokken, vestigden de Vandalen (die toen nog uit twee hoofdgroepen bestonden) zich in de Romeinse provincies Hispania Baetica (Silingen) en Hispania Lusitania (Asdingen). In 418 werden de Silingen en Alanen verslagen door de Gotische foederati tijdens de Gotische oorlog in Spanje, waarna de Silingen, Asdingen en Alanen zich verenigden onder koning Gunderik. In de Vandaalse oorlog van 422, onder zijn leiding kregen de Vandalen  vaste voet in Andalusië, versloegen het Romeinse leger en veroverden Carthagena aan de kust. Hier bouwden zij een vloot en veroverden de Balearen. In 428 stierf Gunderik en werd opgevolgd door Geiserik die in 429 de Vandalen naar Afrika verscheepte.Volgens latere historici gebeurde dit op verzoek van Bonifatius, maar dit is naar alle waarschijnlijk kwaadsprekerij. Een logische reden is dat de rijke provincies als rijpe appels lonkten om veroverd te worden.

## De invasie

### Aanvang
De invasie begon in 429, en de Vandalen zetten voor het eerst voet op het continent in het hedendaagse Marokko, Tingi, nadat ze de Straat van Gibraltar waren overgestoken. Van daaruit trokken ze naar het oosten en versloegen elk verzet dat het zwakke Romeinse leger in de regio bood. In Africa Proconsularis waren na de burgeroorlog tussen Bonifatius en Felix twee Romeinse legers aanwezig die elkaar kort tevoren nog bevochten hadden. Bonifatius (nu weer in dienst van het keizerlijk gezag in Ravenna), kreeg als taak: de Vandalen terug te dringen, (dit is in tegenspraak met de bewering van de latere schrijver Jordanes die beweerde dat Bonifatius de Vandalen had uitgenodigd). Tegen 430 hadden de Vandalen heel Mauretanië veroverd en begonnen de regio Numidië binnen te dringen.

### Slag bij Calama

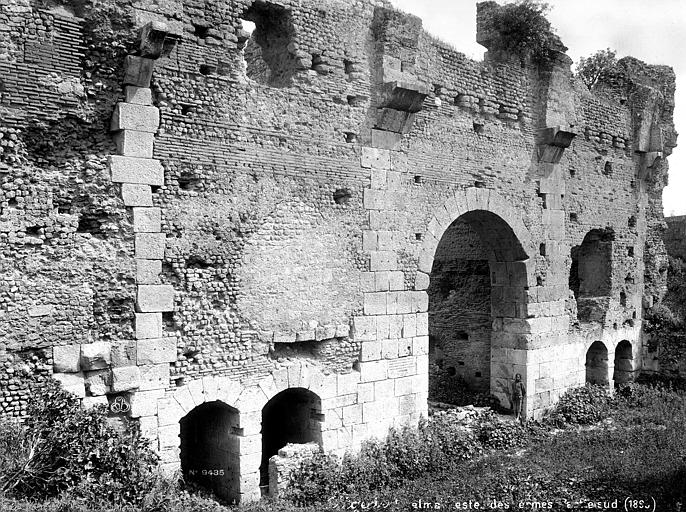
Romeinse thermen van Calama

Bonifatius bracht zijn troepen in stelling aangevuld met de expeditiemacht van generaal Sigiswult die na de burgeroorlog in Africa was achtergebleven. De Gotische bucellari van Bonifatius vormde het hart van dit leger. Hoe groot dit leger was is onbekend, maar moet volgens Hughes gelijkwaardig zijn geweest aan dat van Geiserik, anders had Bonifatius de strijd niet aangedurfd. Geiseriks' strijdmacht bestond uit Vandalen en Alanen, aangevuld door een Gotische stam en krijgers van verschillende herkomst en bedroeg 15.000-20.000 strijders.
Bonifatius werd in de veldslag bij Calama door Geiserik overklast omdat deze een betere strateeg was. In al zijn gevechten met de Romeinen eindige Geiserik als overwinnaar, hetgeen uitzonderlijk was, omdat het Romeinse leger tot ver in de vijfde eeuw altijd als bovenliggende partij eindigde. Anderzijds waren troepen van Bonifatius, op zijn eigen bucellari na, niet van dezelfde kwaliteit als Geiseriks' strijders. De Vandalen waren gehard in de strijd, terwijl het leger van de Romeinen divers was samengesteld en niet gewend om als eenheid op te treden. De Romeinen werden uiteindelijk in het nauw gedreven en moesten zich terugtrekken in de versterkte steden. Bonifatius verschanste zich met zijn bucellari in Hippo Regius dat vervolgens door de Vandalen werd belegerd. De nabij gelegen stad Camala werd door de Vandalen ingenomen en deels verwoest, waarna de Vandalen konden doordringen naar het huidige Algerije en de stad Hippo Regius belegerden. Dit was tevens de woonplaats van de beroemde christelijke heilige Augustinus van Hippo die tijdens de belegering kwam te sterven, waarschijnlijk als gevolg van een ziekte.

### Komst van Aspar en vertrek van Bonifatius
Na 14 maanden belegering werden de Vandalen gedwongen het beleg op te breken, dankzij de komst van Romeinse versterkingen onder leiding van Aspar, gestuurd door het Oost-Romeinse rijk. In 432 verliet Bonifatius Afrika op verzoek van Galla Placidia naar Italië, waar hij benoemd werd tot Magister militum van de westerse legers. Als magister militium kreeg hij te maken met een opstand van de Gallische generaal Flavius Aetius. Na het vertrekt van Bonifatius werd het Romeinse leger onder leiding van Aspar opnieuw verslagen in de regio van Hippo Regius, waar volgens sommige bronnen Marcianus, de toekomstige keizer van Rome, gevangen werd genomen door de Vandalen. Desondanks ontstond er een soort patstelling in de regio. De Romeinen waren niet in staat de Vandalen te verslaan en andersom ook niet.

### Verder verloop van de oorlog onder Aspar
Het is onbekend wat er precies gebeurde in Noord-Afrika in de jaren 433-34. Wel bekend is dat de  westerse regering Aspar voor het jaar 434 tot consul benoemde, hetgeen suggereert dat hij mogelijk de Vandalen toch een ernstige nederlaag had toegebracht en/of dat hij Aetius na de dood van Bonifatius had erkend als de feitelijke heerser van het Westen. In het Oost-Romeinse Rijk werd de situatie op de Balkan echter acuut bedreigt, zodat het in het belang van Oostelijke deel was om Aspar samen met zijn troepen terug te roepen.

## Vrede en hervatting van de verovering
De West- en Oost-Romeinse regeringen onderhandelden in 435 over een vredesregeling met de Vandalen. Moegestreden tekenden de Vandalen in 435 een verdrag met de Romeinen, waarin ze ermee instemden foederati te worden in ruil voor de veroverde diocesen Mauretanië Tingitana, Mauretanië Caesariensis en Numidia. In die periode vernietigden de Vandalen gedurende een zesjarige oorlog het Berberse koninkrijk Altava, waarin een groot aantal steden weden vernietigd. Op zijn beurt moest Geiseric voor de vrede ook Huneric, zijn zoon, voor korte tijd als gijzelaar aan de Romeinen afstaan. De vrede met Romeinen duurden tot 439 toen de Vandalen zonder oorlogsverklaring Carthago in namen. Ditmaal ondervonden zij weinig tegenstand van de Romeinen en voltooiden de verovering van Afrika. Hierna werd de strijd op zee gevoerd in een zeeoorlog die pas zou eindigen nadat de Vandaalse legers op Sicilië waren geland en in 442 een vredesverdrag met de Romeinen werd getekend.